# Ácido ximénico
El ácido ximénico es un compuesto químico con la fórmula químicaC
26H
50O
2 Su notación delta es Δ17-26:1. Se trata de un ácido graso monoinsaturado y de cadena muy larga con 26 átomos de carbono y un doble enlace que se encuentra en el noveno átomo de carbono desde el final. El compuesto tiene el doble enlace en el noveno átomo de carbono; por lo tanto, el ácido ximénico pertenece al grupo de ácidos Omega-9.

## Descubrimiento
El ácido fue aislado inicialmente por los científicos SV Puntambekar y S. Krishna en 1937.
El ácido se ha encontrado en Ximenia americana (ciruela amarilla). El género lleva el nombre del sacerdote español Francisco Ximénez (1666-1729). El compuesto también fue aislado de Tropaeolum speciosum y ciertos lípidos de aceite de pescado y esponjas.

## Usos
El ácido se utiliza principalmente en productos para el cuidado de la piel por sus supuestos beneficios dermatológicos.